# لينتون ماينا
لينتون ماينا (بالألمانية: Linton Maina)‏ هو لاعب كرة قدم ألماني في مركز الوسط، ولد في 23 يونيو 1999 في برلين في ألمانيا. لعب مع هانوفر 96.

## وصلات خارجية
- لينتون ماينا على موقع قاعدة بيانات كرة القدم.إي يو (الإنجليزية)
- لينتون ماينا على موقع Soccerway.com (الإنجليزية)
- لينتون ماينا على موقع عالم كرة القدم.نت (الإنجليزية)